# Liż
Liż – osada w Polsce położona w województwie wielkopolskim, w powiecie gostyńskim, w gminie Borek Wielkopolski. Wchodzi w skład sołectwa Jeżewo.

## Historia
Nie jest pewne dla historyków czy w miejscu obecnej lokalizacji miejscowości w średniowieczu istniała osada ponieważ jest ono wymieniane w źródłach jako łąka. Pierwotnie położone było na terenie Wielkopolski. Notowane od średniowieczna istnieje co najmniej od początku XV wieku. Wymienione zostało w dokumencie zapisanym po łacinie z 1400 Slesz, 1404 jako łąka Slesz (łac. pratum Slesz), 1425 Hylzly, 1437 Hylza, Hylsch, 1445 Ylsza, 1496 Islesch, 1502 Gyslesch seu Gylsch, 1683-685 na Ilzu, 1846 Lisz.
Okolice miejscowości były jednak prawdopodobnie zasiedlone wcześniej niż zachowane zapisy historyczne. Z tych terenów pochodzą ślady najstarszego osadnictwa na ziemiach wchodzących w skład powiatu gostyńskiego. Na terenie osady Liż obecnie znajduje się regularny stożek o obwodzie w szczycie 110 metrów, w przyziemiu 220 metrów i wysokości 8 metrów. Wzgórze jest tworem sztucznym usypanym przez pradawnych mieszkańców tych ziem z czystego piasku.
W 1400 Jasiek Szołdra pochodzący ze wsi Szołdry zapowiedział przed sądem ziemskim gródek w miejscowości Parsk koło Dolska wymieniając także należące do niego, dziedzinę Okale, dawniej własność skarbnika poznańskiego Michała z Ostrowieczna oraz połowę łąki Slesz (łac. ,,hereditatis Slesz prati lonky”). W 1404 skarbnik poznański Michał z Parska toczył proces z Krystynem Jeżewskim o łąkę zwaną Slesz przy okazji oskarżając go o morderstwo. W 1425 w ugodzie polubownej pomiędzy Wojciechem oraz Krystynem z Jeżewa jako przynależność Jeżewa wymieniona została łąka, która leży na Hylzly. W 1437 Mikołaj Czacki toczył spór z Tomisławem Babińskim o granice łąki Hyzla położonej przy Jeżewie. W 1445 kanonik poznański Jan, Mikołaj oraz Piotr bracia niedzielni z Czacza zapisali altaryście w katedrze poznańskiej Wojciechowi z Szamotuł 8 grzywien czynszu rocznego na Wycisłowie, połowie Jeżewa oraz na łące odnotowanej wówczas jako Ylsza za 150 grzywien. Miejsce to przynależało wówczas do powiatu kościańskiego Korony Królestwa Polskiego.
W 1502 skończyła się kolejna sądowa sprawa majątkowa o okoliczne dziedziny, w której występuje również ta łąka jako element rozliczenia między stronami. Sędziowie polubowni pogodzili Piotra Błożejewskiego z Błażejewa z jego teściem Wincentym Czackim z Jeżewa. Czacki winien co roku dawać Piotrowi 10 grzywien z łąki odnotowanej wówczas jako Gylsch, przynależnej do Jeżewa, a to tytułem 100 złotych węgierskich posagu swej córki Doroty, a żony Piotra Błożejewskiego. Natomiast Błożejewski powinien swojej żonie Dorocie zapisać po 100 zł węgierskich posagu oraz wiana na połowie Błożejewa, na połowie jezior w okolicy Błożejewa i Nowca oraz na połowie wsi Chojno.
Lokalizację łąki podaje wizytacja kościoła parafialnego w Jeżewie jaka miała miejsce w latach 1683-1685, która mówi, że do kościoła tego należy m.in. łąka ,,na Ilzu... przy drodze jaraczewskiej”. W źródłach XIX wiecznych odnotowywany jest folwark o nazwie Lisz. Odnotowany został w 1846. Miejscowość rozwinęła się prawdopodobnie wokół niego w XIX wieku.
Po rozbiorach Polski miejsce, na którym leży miejscowość wraz z całą Wielkopolską znalazło się w zaborze pruskim.
W latach 1975–1998 miejscowość administracyjnie należała do województwa leszczyńskiego.